# IC 4701
IC 4701 — емісійна туманність у сузір'ї Стрілець.
Цей об'єкт міститься в оригінальній редакції індексного каталогу.